# Влазны, Доминик
Марко Пого (нем. Marco Pogo), настоящее имя — Доминик Влазны (нем. Dominik Wlazny; род. 27 декабря 1986, Вена) — австрийский рок-музыкант, продюсер, писатель и политик.

## Ранние годы
Будущий музыкант с детства играл на гитаре и начал профессионально заниматься музыкой в возрасте 16 лет. С 2003 года был вокалистом и басистом венской рок-группы The Gogets и взял себе сценическое имя Марко Пого, под которым более всего известен и в настоящее время. В 2005 году Доминик окончил Федеральную гимназию Холлабрунна, после чего обучался в Венском медицинском университете до 2012 года, защитив дипломную работу по эффективности и переносимости активного ингредиента азитромицина.

## Карьера в музыке и бизнес
В январе 2014 года Влазны основал панк-рок группу Turbobier, дебютный видеоклип которой сумел набрать в интернете миллионы просмотров. Столь неожиданный успех заставил его оставить карьеру в медицине и полностью сосредоточиться на музыке. Со своей группой он занял лидирующие позиции в австрийских музыкальных чартах и дважды выиграл национальную музыкальную премию Amadeus в номинации Hard & Heavy в 2016 и 2022 годах.
С 2017 года Влазны является владельцем собственного независимого лейбла Pogo Empire, а также бренда эксклюзивного пива Turbobier.

## Писательская деятельность
25 октября 2021 года свет увидела дебютная 136-страничная книга Влазны, в которой он рассказывает юмористические истории из своей жизни и карьеры.

## Политика
В 2014 году музыкант основал сатирическую Пивную партию, которая в 2019 году приняла участие в выборах в муниципальный совет Вены.
Выдвинулся на пост президента Австрии на выборах 2022 года, занял третье место с 8,31% голосов.